# Lange videregående uddannelser i Danmark
Lange videregående uddannelser (LVU) er højere, videregående uddannelser af teoretisk/boglig art.
Lange videregående uddannelser i Danmark kan ikke påbegyndes direkte efter folkeskolens afgangseksamen i 9. klasse. For at blive optaget som studerende på en videregående uddannelse skal man først have gennemført og bestået en studieforberedende ungdomsuddannelse – dvs. en gymnasial uddannelse.
På ganske få lange videregående uddannelser er det dog muligt at blive optaget, hvis man på forhånd har gennemført og bestået en relevant erhvervsrettet ungdomsuddannelse – dvs. en erhvervsuddannelse, en social- og sundhedsuddannelse eller en anden ungdomsuddannelse – i stedet for en gymnasial uddannelse.
Alle lange videregående uddannelser i Danmark blev omkring 1990 inddraget i den budgetreform, som bygger på taxameterstyringen af resurser og studenterårsværk-beregningen.
Lange videregående uddannelser i Danmark varer 5-6 år, læses på universiteter og inddeles i følgende 6 kategorier:
- Humanistiske uddannelser
- Kreative og kunstneriske uddannelser
- Naturvidenskabelige uddannelser
- Samfundsvidenskabelige og økonomiske uddannelser
- Sundhedsvidenskabelige uddannelser
- Tekniske og teknologiske uddannelser

## Lange videregående uddannelser i Danmark
Undervisningsministeriets oversigt over samtlige godkendte lange videregående uddannelser i Danmark, som kræver kandidatniveau:

### Humanistiske uddannelser
- Humanistiske uddannelser på universiteterne
  - Amerikanske studier
  - Antropologi
  - Applied Cultural Analysis
  - Arabisk
  - Assyriologi
  - Audiodesign
  - Audiologi
  - Audiologopædi
  - Balkanstudier
  - Brasiliansk
  - Bulgarsk
  - Dansens æstetik
  - Dansk og nordisk
  - Datalingvistik
  - Design
  - Design og kulturøkonomi
  - Didaktik
  - Digital design - it, æstetik og interaktion
  - Dramaturgi
  - Engelsk
  - Erhvervssprog og international erhvervskommunikation
  - Eskimologi
  - Erhvervsøkonomi og erhvervssprog
  - Europæisk etnologi
  - Europastudier
  - Film- og medievidenskab
  - Filosofi
  - Filosofi og videnskabsteori
  - Finsk
  - Forhistorisk arkæologi
  - Fransk
  - Græsk-klassisk
  - Græsk-moderne
  - Hebraisk
  - Historie
  - Det humanistiske basisstudium
  - Humanistisk informatik
  - Idehistorie
  - Indianske sprog og kulturer
  - Indisk
  - Indoeuropæisk
  - Indonesisk
  - Information management
  - Informationsvidenskab
  - International Studies
  - italiensk
  - It og kognition
  - It og organisationer
  - Japansk
  - Journalistik
  - Kinesisk
  - Klassisk arkæologi
  - Klassisk filologi
  - Kognitiv semiotik
  - Kommunikation
  - Koreansk
  - Kultur, kommunikation og globalisering
  - Kultur og formidling
  - Kultur- og sprogmødestudier
  - Kunsthistorie
  - Kvinde- og kønsstudier
  - Latin
  - Latinamerikastudier
  - Lingvistik
  - Litteraturhistorie
  - Litteraturvidenskab
  - Logopædi
  - Læring og forandringsprocesser
  - Marinarkæologi
  - Marketing and Management Communication
  - Medievidenskab
  - Mellemøststudier
  - Middelalder- og renæssancearkæologi
  - Minoritetsstudier
  - Multimedier
  - Museumsformidling
  - Musikvidenskab
  - Musikterapi
  - Nederlandsk
  - Negot
  - Negot i international turisme og fritidsmanagement
  - Nærorientalsk arkæologi
  - Oldtidskundskab
  - Oplevelsesøkonomi
  - Performance design
  - Persisk sprog og kultur
  - Polsk
  - Portugisisk
  - Psykologi
  - Public relations
  - Pædagogik
  - Pædagogisk antropologi
  - Pædagogisk filosofi
  - Pædagogisk psykologi
  - Pædagogisk sociologi
  - Religion
  - Retorik
  - Rumænsk
  - Russisk
  - Serbokroatisk
  - spansk
  - Sprog og international virksomhedskommunikation
  - Sproglig og kulturel formidling
  - Sprogspsykologi
  - Teatervidenskab
  - Thai
  - Tibetansk
  - Tjekkisk
  - Turisme
  - Tyrkisk
  - Tysk
  - Ungarsk
  - Virksomhedskommunikation
  - Visuel kultur
  - Webkommunikation
  - Østeuropastudier
  - Ægyptologi
  - Æstetik og kultur
- Biblioteks- og informationsvidenskab (BSc og cand.scient.bibl.)
- Teologi (BA og cand.theol.)

### Kreative og kunstneriske uddannelser
- Arkitekt (BA og cand.arch.)
- Billedkunstner
- Designer
- Konservator (BSc og cand.scient.cons.)
- Kunstformidler
- Musikuddannelser ved konservatorierne (BA og cand.musicae.)

### Naturvidenskabelige uddannelser
- Naturvidenskabelige uddannelser på universiteterne (BSc, cand.scient. m.m.)
  - Agricultural Development
  - Agronom
  - Aktuar - forsikringsvidenskab
  - Anvendt matematik
  - Astronomi
  - Biofysik
  - Bioinformatik
  - Biokemi
  - Biologi
  - Biologi - bioteknologi
  - De biologiske fag
  - Biologisk oceanografi
  - Biomedicin
  - Biomedicinsk teknik
  - Bioteknologi
  - Datalogi
  - eScience
  - Farmaceut
  - Fysik
  - Fødevarevidenskab - levnedsmiddelkandidat
  - De fysiske fag
  - Gastronomi og sundhed
  - Geofysik
  - Geografi
  - Geoteknologi
  - De geografiske fag
  - Geologi
  - Horticulture
  - Human ernæring
  - Idræt
  - Informatik
  - Interaktive medier
  - It
  - Jordbrugsøkonom
  - Kemi
  - Kemi og teknologi
  - De kemiske fag
  - Klinisk ernæring
  - Kulturmiljø
  - Landskabsarkitekt
  - Landskabsforvaltning
  - Lægemiddelvidenskab
  - Matematik
  - Matematik-økonomi
  - De matematiske fag
  - Materialefysik-kemi
  - Medialogi
  - Medicinalbiologi
  - Medicinalkemi
  - Medicin med industriel specialisering
  - Meteorologi
  - Miljøbiologi
  - Miljø- og naturressourceøkonomi
  - Miljøkemi
  - Molekylærbiologi
  - Molekylær ernæring og fødevareteknologi
  - Molekylær medicin
  - Nanobioscience
  - Nanoteknologi
  - Naturressourcer
  - Det naturvidenskabelige basisstudium
  - Optik og elektronik
  - Parasitologi
  - Procesteknologi
  - Produktionsudvikling
  - Produkt- og designpsykologi
  - Science-året
  - Skovbrug
  - Softwareudvikling og -teknologi
  - Statistik
  - Sundhedsinformatik
  - Teknisk fysik
  - Teknisk geologi
  - Teknisk it
  - Teknisk-naturvidenskabeligt basisår
  - Teknologisk-samfundsvidenskabelig planlægningsuddannelse (TekSam)
  - Veterinærmedicin
  - Videnskabshistorie

### Samfundsvidenskabelige og økonomiske uddannelser
- Samfundsvidenskabelige og økonomiske uddannelser på universiteterne
  - Almen erhvervsøkonomi (HA)
  - Antropologi
  - Asian Studies Programme
  - Business Administration and Service Management
  - Bystudier
  - Design og kulturøkonomi
  - Erhvervsøkonomi med sidefag
  - Erhvervsøkonomi og datalogi
  - Erhvervsøkonomi og erhvervsjura
  - Erhvervsøkonomi og erhvervssprog
  - Erhvervsøkonomi og filosofi
  - Erhvervsøkonomi og ledelse
  - Erhvervsøkonomi og projektledelse
  - Erhvervsøkonomi og matematik
  - Erhvervsøkonomi og psykologi
  - Erhvervsøkonomi og virksomhedskommunikation
  - Erhvervsøkonomisk kandidat (cand.merc.)
  - Europæiske studier
  - Forvaltning
  - Innovation og Digitalisering
  - International Business
  - International Business and Politics
  - Internationale udviklingsstudier
  - International Management
  - Internationalt år
  - It og logistik
  - Journalistik
  - Jura
  - Matematik-økonomi
  - Miljøplanlægning
  - Negot
  - Negot i international turisme og fritidsmanagement
  - Offentlig administration
  - Politik og administration
  - Psykologi
  - Revisorkandidat
  - Samfundsfag
  - Det samfundsvidenskabelige basisstudium
  - Samfundsvidenskabeligt basisår
  - Socialt arbejde
  - Socialvidenskab
  - Society, Science and Technology in Europe
  - Sociologi
  - Statskundskab
  - Sundhedsfremme og sundhedsstrategier
  - Teknologisk-samfundsvidenskabelig planlægningsuddannelse - TekSam
  - Turisme
  - Udvikling og internationale relationer
  - Virksomhedsledelse
  - Virksomhedsstudier
  - Økonomi

### Sundhedsvidenskabelige uddannelser
- Sundhedsvidenskabelige uddannelser på universiteterne
  - Biomedicinsk teknik
  - Farmaceut
  - Folkesundhedsvidenskab
  - Humanbiologi
  - Idræt og sundhed
  - Kandidat i sygepleje
  - Kiropraktor
  - Klinisk farmaci
  - Lægemiddelvidenskab
  - Medicin (lægevidenskab)
  - Medicin og teknologi
  - Sundhedsfaglig kandidat
  - Tandlæge
  - Optometri og Synsvidenskab/Optometrist

### Tekniske og teknologiske uddannelser
- Teknisk-videnskabelige uddannelser (civilingeniør)
  - Anvendt kemi
  - Anvendt matematik
  - Arkitektur og Design
  - Biomedicinsk teknologi
  - Bioteknologi (civilingeniør)
  - Byggeri og anlæg/Byggeteknologi
  - Datateknik og it
  - Datateknologi
  - Design og innovation
  - Eksport og international teknologiledelse
  - Elektronik og IT
  - Elektroteknologi
  - eScience
  - Fysik og nanoteknologi
  - Fysik og teknologi
  - Geoteknologi
  - Innovation and business
  - It og kommunikationsteknologi
  - Kemi (civilingeniør)
  - Kemi, miljø og bioteknologi
  - Kemi og teknologi
  - Kemisk og biokemisk teknologi
  - Konstruktion og mekanik
  - Konstruktionsteknik
  - Landinspektør
  - Fødevarevidenskab - levnedsmiddelkandidat
  - Matematik og teknologi
  - Materialeteknologi
  - Medicin og teknologi
  - Mekatronik
  - Miljøteknologi
  - Nanoteknologi (civilingeniør)
  - Optik og elektronik (civilingeniør)
  - Plan og miljø
  - Procesteknologi
  - Produktion
  - Produktudvikling og innovation
  - Software
  - Sundhed og produktion
  - Sundhedsteknologi
  - Teknisk geologi
  - Teknisk informationsteknologi
  - Telekommunikation
  - Transport og logistik
- Uddannelser på IT-Universitetet og it-vest (BSc og cand.it.)
  - Digital design og kommunikation
  - E-business
  - Informationsarkitektur
  - It, kommunikation og organisation
  - It og læring, organisatorisk omstilling
  - It og organisationer
  - It produktudvikling
  - Multimedier
  - Medieteknologi og spil
  - Oplevelsesdesign
  - Softwarekonstruktion
  - Softwareudvikling og -teknologi
  - Webkommunikation
- Officersuddannelser i Forsvaret
  - Officer i flyvevåbnet
  - Officer i hæren
  - Officer i søværnet
  - Pilot i flyvevåbnet

Lange videregående uddannelser (LVU) i Danmark giver adgang til yderligere former for videreuddannelser, f.eks. i form af en forskeruddannelse (ph.d.).